# Chirimía

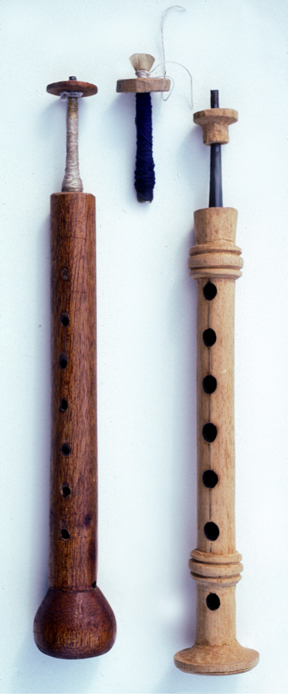
Chirimía du Guatemala : à gauche de Jacaltenango et à droite d'Antigua.

Une chirimía, xirimia,  chirisuya (au Pérou) et chirituya (en Bolivie) est un terme espagnol désignant les différents hautbois ou chalémie, qu'ils soient modernes comme ceux désormais trouvés en Espagne (tible et tenora depuis le milieu du XIXe siècle), ou traditionnels comme ceux trouvés en Amérique latine (Mexique, Costa Rica, Honduras, Salvador, Nicaragua, Guatémala, Colombie, Équateur) et basé sur des instruments introduits pendant la colonisation espagnole à la fin du XVe siècle.
L'utilisation de la chirimía a beaucoup varié à travers l'Espagne (où elle désigne aussi la dulzaina) et l'Amérique centrale et l'Amérique du Sud, disparaissant dans certaines zones, ou restant très populaire encore de nos jours dans d'autres, particulièrement au Mexique. 
Le terme désigne aussi un ensemble musical en Colombie (où une flûte du même nom appelée aussi flauta de carrizoà peu à peu remplacé cette chalémie).
Enfin, une cornemuse à Majorque porte aussi le nom de xeremia et était également utilisée dans la cobla primitive.

## Facture
Longue d'environ 50 à 70 cm avec une anche simple ou double et de 8 à 10 trous, elle existe en diverses variantes modernes avec clés telles la tiple et tenora en Catalogne employées dans la cobla.

## Jeu
La chirimía venue d'Espagne fut utilisée progressivement dans des fêtes populaires, profanes et religieuses depuis le XVIe siècle
Dans les Nahuas, en Jalisco ou dans l'état d'Oaxaca (Mexique), la chirimía est habituellement accompagnée par une sorte de caisse claire. Au Guatemala, les célébrants des cérémonies mayas et métisses utilisent ces hautbois également accompagnés d'un tambour. Son jeu se caractérise par les restes d'influences tonales arabes, notamment dans le jeu des moros y cristianos. Elle annonce aussi les corridas. L'accueil du matador se fait avec une chirimía en pays catalan, notamment à Céret lors de la feria Céret de toros 